# Critérium international 2007
La course cycliste à étapes du Critérium international a eu lieu en 2007 du 31 mars au 1er avril à Charleville-Mézières.

## Equipes participantes
- AG2R Prévoyance (A2R)
- Agritubel (AGR)
- Astana (AST)
- Barloworld (BAR)
- Bouygues Telecom (BTL)
- Caisse d'Epargne (GCE)
- Caramiche Panaria-Navigare (PAN)
- Cofidis (COF)
- Crédit Agricole (C.A)
- CSC (CSC)
- Euskaltel-Euskadi (EUS)
- Française des Jeux (FDJ)
- Gerolsteiner (GST)
- Karpin-Galicia (KGZ)
- Lampre-Fondital (LAM)
- Landbouwkrediet-Tönissteiner (LAN)
- LPR (LPR)
- Skil-Shimano (SKS)
- Slipstream-Chipotle (TSL)
- Wiesenhof-Felt (WIE)

## Classements des étapes
| Étape     | Date      | Villes étapes                               | km      | Vainqueur d'étape                       | Leader du classement général |
| --------- | --------- | ------------------------------------------- | ------- | --------------------------------------- | ---------------------------- |
| 1re étape | 31 mars   | Asfeld - Charleville-Mézières               | 179 km  | Olaf Pollack (T-Mobile)                 | Olaf Pollack (T-Mobile)      |
| 2e étape  | 1er avril | Les Vieilles Forges - Monthermé             | 98.5 km | Jens Voigt (CSC)                        | Jens Voigt (CSC)             |
| 3e étape  | 1er avril | Charleville-Mézières - Charleville-Mézières | 8,3 km  | Thomas Lövkvist (La Française des jeux) | Jens Voigt (CSC)             |

## Classement général final
| Classement général final | Classement général final | Classement général final | Classement général final |
| ------------------------ | ------------------------ | ------------------------ | ------------------------ |
| 1                        | Jens Voigt               | Allemagne                | 6 h 54 min 57 s          |
| 2                        | Thomas Lövkvist          | Suède                    | + 34 s                   |
| 3                        | Alejandro Valverde       | Espagne                  | + 37 s                   |
| 4                        | Sylvain Chavanel         | France                   | + 43 s                   |
| 5                        | Andreas Klöden           | Allemagne                | m.t.                     |
| 6                        | José Alberto Martínez    | Espagne                  | + 1 min 00 s             |
| 7                        | Damiano Cunego           | Italie                   | + 1 min 02 s             |
| 8                        | Sébastien Joly           | France                   | + 1 min 04 s             |
| 9                        | Laurent Brochard         | France                   | + 1 min 06 s             |
| 10                       | Fränk Schleck            | Luxembourg               | + 1 min 16 s             |

## Classements annexes
| Maillot vert (classement par points)   | Alejandro Valverde 24 pts |
| Maillot à pois (meilleur grimpeur)     | Gorazd Štangelj 26 pts    |
| Maillot blanc (meilleur jeune -25 ans) | Thomas Lövkvist           |
| Meilleure équipe                       | CSC en 20 h 48 min 10 s   |